# Norte Fluminense
Norte Fluminense è una mesoregione dello Stato di Rio de Janeiro in Brasile.

## Microregioni
È suddivisa in due microregioni:
- Campos dos Goytacazes
- Macaé